# Otto Flieger
Otto Flieger (* 10. Januar 1915 in Friesack, Landkreis Westhavelland; † 7. September 1981 in Bleckede, Landkreis Lüneburg) war ein deutscher Politiker (SPD).
Otto Flieger besuchte eine Volksschule und anschließend eine Fachschule für Eisenwarenhändler. Er trat der SPD bei und arbeitete als Verkäufer bei der Konsumgenossenschaft Berlin, später auch als Handlungsgehilfe und Betriebswärter bei der Deutschen Reichsbahn. Im Zweiten Weltkrieg wurde Flieger noch 1945 von der Wehrmacht eingezogen und geriet in Kriegsgefangenschaft.
Nach dem Krieg arbeitete Flieger wieder bei der Deutschen Reichsbahn. Bei der ersten Berliner Wahl 1946 wurde er in die Stadtverordnetenversammlung von Groß-Berlin gewählt. Im Juli 1949 rückte er für den verstorbenen Karl Lehrer in das Parlament nach, schied aber im Februar 1950 aus. Sein Nachrücker wurde daraufhin der Gründer der Freien Volksbühne Berlin Siegfried Nestriepke. Flieger arbeitete später als Sekretär bei der SPD Berlin.